# Ungeküßt soll man nicht schlafen gehn
Ungeküßt soll man nicht schlafen geh'n ist eine österreichische Filmkomödie von E. W. Emo aus dem Jahr 1936. In der Hauptrolle verkörpert Heinz Rühmann den Neffen des Dieners des erfolgreichen Schallplattenproduzenten Fritz Wiesinger.
Alternativtitel sind Liebe, Küsse, Hindernisse und Ungeküßt sollst du nicht schlafen geh'n.

## Handlung
Als Diener und „Mädchen für alles“ hat Ferdinand Unterleitner im Hause des renommierten Schallplattenproduzenten Wiesinger kein leichtes Leben. Als unerwartet sein Neffe zu Besuch kommt, gerät seine Welt aus den Fugen, da sein Chef glaubt, es handle sich bei dem Überraschungsgast um den Manager der bedeutenden Filmschauspielerin Edda Vivian. Im weiteren Verlauf der Filmhandlung folgen wilde Verwirrungen und Verwechslungen.

## Produktionsnotizen
Der Film kam am 27. Februar 1936 in die österreichischen Kinos. Weitere Erscheinungstermine waren der 25. August 1936 in Deutschland, der 9. August 1936 in Finnland und der 28. Oktober 1940 in Schweden.

## Kritiken
Das Lexikon des internationalen Films sah ein „[f]lott und routiniert inszeniertes Verwechslungslustspiel“ und sprach von „kurzweilige[r] Oberflächen-Unterhaltung“.